# Tipula (Acutipula) amissa
Tipula (Acutipula) amissa is een tweevleugelige uit de familie langpootmuggen (Tipulidae). De soort komt voor in het Afrotropisch gebied.